# گورستان سناجان
گورستان سناجان مربوط به دوره صفوی است و در شهرستان بروجن، بخش گندمان، روستای سناجان واقع شده و این اثر در تاریخ ۱۱ مرداد ۱۳۸۴ با شمارهٔ ثبت ۱۲۴۲۸ به‌عنوان یکی از آثار ملی ایران به ثبت رسیده‌است.